# Chaloenus giganteus
Chaloenus giganteus es un coleóptero de la familia Chrysomelidae.
Fue descrita científicamente en 2005 por Medvedev.